# مؤلفات أرسطو

مخطوط رسالة بطليموس الغريب عن حياة وآثار أرسطو، وهي من المراجع القديمة المهمة في هذا الباب.

مؤلفات أرسطوطاليس عديدة ومتنوعة وشملت كل العلوم في عصره. وقد ذكر لنا بطلميوس الغريب 82 عنوانا تتألف من 550 مقالة.
تتألف مصنفات أرسطو إلى قسمين، كتب منشورة، ويقصد بها الموجه إلى عامة الجمهور، وكتب مستورة، وهي التي لخواض تلامذته وفيها العرض الشامل لمذهبه. وقد جرت العادة على تقسين مؤلفات أرسطو حسب المواضيع كما يلي:
1. الكتب المنطقية
2. الكتب الطبيعية
3. الكتب الميتافيزيقية
4. الكتب الأخلاقية
5. الكتب الشعرية

## تاريخ المؤلفات
توفي أرسطو سنة 322 ق.م. وفي سنة 287 ق.م. ورثها شخص يُدعى "نيليوس" (وهو من مدينة سكيبسس في الأناضول)، كان آخر من عرف أرسطو شخصيًا. ولأن نيليوس هذا لم يكن يتعاطى الفلسفة فقد باع جزءًا من الكتب لمكتبة الإسكندرية، ولكنها فقدت عندما احترقت المكتبة بفعل يوليوس قيصر (سنة 47 ق.م.).
أما الجزء الآخر من مؤلفات أرسطو فقد أخذه نيلوس معه – كتذكار فيما يبدو – حينما عاد إلى مسقط رأسه سكيبسس.
وفي سنة 100 ق. م. سمع جامع للكتب يُدعى «أبيلكون» (Apellikon) بخبر هذه الكتب اليونانية القديمة، فسافر إلى سكيبسس ووجد المخطوطات بالفعل، فاشتراها وأحضرها إلى أثينا.
التدخل الثاني في مؤلفات أرسطو قديما هو ما قام به أندرونيقوس والذي يقال أنه أعاد نشر وترتيب بعض مؤلفات أرسطو في روما نحو سنة 60 ق م.

## الكتب المنطقية
يشار إلى كتب أرسطو المنطقية بلفظة يونانية وهي الـ أورغانون، على اختلاف يسير في أي الكتب التي تُعد ضمن مجموعة الأورغانون، وأهمها:
- المقولات
- العبارة
- التحليلات الأولى
- التحليلات الثانية
- المواضع الجدلية
- المغالطات السوفسطائية

## الكتب الطبيعية
- السماع الطبيعي - وهو مؤلفه الرئيسي في علم الطبيعة.
- في النفس
- في الكون والفساد
- في السماء
- الحيوان

## الكتب الميتافيزيقية
- ما بعد الطبيعة

## الكتب الأخلاقية
- الأخلاق إلى نيقوماخوس
- الأخلاق إلى أوذيموس
- الأخلاق الكبرى
- السياسة
- دستور الأثينيين

## الكتب الشعرية
- في الشعر (بويطيقا).[2]
- الخطابة (ريطوريقا).[3]